# Bryce Cotton
Bryce Cotton   (Tucson, 11 d'agost de 1992) és un jugador de bàsquet nord-americà. Cotton va jugar bàsquet universitari per als Providence Friars. Amb 1,85 metres d'alçada, juga en la posició de base.